# 에이스 (편집기)
에이스(Ace, Ajax.org Cloud9 Editor)는 자바스크립트로 개발된 독립형 코드 편집기이다. 목표는 텍스트메이트, Vim, 이클립스와 같은 기존의 네이티브 편집기의 기능, 사용성, 성능에 맞먹는 웹 기반 코드 편집기를 개발하는 것이다. 웹 페이지와 자바스크립트 애플리케이션에 쉽게 임베디드가 가능하다. 에이스는 클라우드9 IDE의 주요 편집기이자 모질라 스카이라이터 프로젝트의 후속작으로 개발되고 있다.

## 에이스를 사용하는 저명한 프로젝트
- 클라우드9 IDE
- 깃허브
- 인터넷 릴레이 챗
- 미디어위키
- OwnCloud
- 파이썬애니웨어
- RStudio
- 텀블러 (마이크로블로그)
- 위키아